# Takashi Nagata
Takashi Nagata (永田 崇 Nagata Takashi?), född 13 april 1972 i Chiba prefektur, är en japansk före detta fotbollsspelare.
Nagata började sin karriär 1995 i Kyoto Purple Sanga. Han avslutade karriären 1997.